# Vladimir, Rumänien
Vladimir är en kommun och ort i județet Gorj i Oltenien i sydvästra Rumänien. Kommunen består av byarna Andreești, Frasin, Valea Deșului och Vladimir. Enligt folkräkningen 2011 hade kommunen Vladimir 2 793 invånare.